# Kilberry, Skottland
Kilberry är en by i South Knapdale, Knapdale, Argyll and Bute, Skottland. Byn är belägen 9 km från Tarbert. Kilberry Bay, Kilberry Castle, Kilberry Head och Kilberry Point ligger i närheten. Det hade en gång en kyrka.